# ایجنسی (مونتانا)
اجانسی، مانتانا (به انگلیسی: Agency, Montana) یک منطقهٔ مسکونی در ایالات متحده آمریکا است که در ایالت مونتانا واقع شده‌است.

## خصوصیات
اجانسی ۲۲٫۲ کیلومترمربع مساحت و ۳۲۴ نفر جمعیت دارد.